# Caro (Míchigan)
Caro es una ciudad ubicada en el condado de Tuscola en el estado estadounidense de Míchigan. Es sede del condado de Tuscola. En el Censo de 2010 tenía una población de 4229 habitantes y una densidad poblacional de 582,74 personas por km².

## Geografía
Caro se encuentra ubicada en las coordenadas 43°29′22″N 83°24′6″O / 43.48944, -83.40167. Según la Oficina del Censo de los Estados Unidos, Caro tiene una superficie total de 7.26 km², de la cual 7.22 km² corresponden a tierra firme y (0.46%) 0.03 km² es agua.

## Demografía
Según el censo de 2010, había 4229 personas residiendo en Caro. La densidad de población era de 582,74 hab./km². De los 4229 habitantes, Caro estaba compuesto por el 95.46% blancos, el 0.66% eran afroamericanos, el 0.38% eran amerindios, el 0.8% eran asiáticos, el 0.05% eran isleños del Pacífico, el 1.16% eran de otras razas y el 1.49% pertenecían a dos o más razas. Del total de la población el 5.32% eran hispanos o latinos de cualquier raza.